# Plaza de Puente Alto (métro de Santiago)
Plaza de Puente Alto est une station de la Ligne 4 du métro de Santiago, dans le commune de Puente Alto.

## La station
La station est ouverte depuis 2005.

## Origine étymologique
Son nom vient de la Plaza de Armas de Puente Alto, situé sur la station, au cœur de la ville de Puente Alto.